# Thomas Flynn (évêque d'Achonry)
Thomas Flynn, né le 8 juillet 1931 à Ballaghaderreen et mort le 3 juin 2015, est un prélat catholique irlandais.

## Biographie
Ordonné prêtre le 17 juin 1956, il est nommé évêque d'Achonry en 1976 et est consacré le 20 février 1977 par Gaetano Alibrandi avec comme co-consécrateurs Joseph Cunnane (en) et James Fergus (en). Il prend sa retraite le 20 novembre 2007, devenant évêque émérite d'Achonry.

### Article lié
- Diocèse d'Achonry